# Granbury
Granbury è una località degli Stati Uniti d'America, capoluogo della contea di Hood, nello Stato del Texas.